# クリスチアーノ・マルケス・ゴメス
クリス（Cris）ことクリスチアーノ・マルケス・ゴメス（Cristiano Marques Gomes、1977年6月3日 - ）は、ブラジル・グアルーリョス出身の元サッカー選手、サッカー指導者。現在はフランス全国選手権のル・マンFCの監督を務めている。現役時代のポジションはディフェンダー（センターバック）。

## 経歴

### クラブ
1995年にコリンチャンスでプロサッカー選手としてのデビューを果たす。1999年にクルゼイロに加入すると試合数をこなし、2003年にはドイツのレバークーゼンにレンタル移籍する。しかし新たな環境に適応することに苦労し、再びクルゼイロに戻ってプレーした。
2004年8月にフランスのリヨンに移籍し、2度目のヨーロッパ挑戦となった。ここでは初年度の2004-05シーズンからレギュラーとして起用され、リーグ・アンのタイトルを獲得。以後も2007-08シーズンまで4年連続で同タイトルを獲得した。自身も主力として、チームを最終ラインから支え、リーグ・アンを代表するセンターバックとなっていった。
2012年9月、8年間過ごしたリヨンを離れトルコのガラタサライに移籍するも、4カ月で契約を解消し、2013年1月に母国のグレミオに加入した。同年7月にはヴァスコ・ダ・ガマに加入したが、2014年1月に放出された。

### 代表
2001年7月のウルグアイ戦でA代表にデビューし、直後のコパ・アメリカ2001のメンバーにも選出された。2002 FIFAワールドカップには招集されなかったが、コパ・アメリカ2004では再び声がかかり優勝を経験した。
リヨンでの活躍もあり、2006 FIFAワールドカップのメンバーにも選ばれるも出場はなかった。

## 代表歴

### 出場大会
- ブラジル代表
  - 2006 FIFAワールドカップ

### 試合数
- 国際Aマッチ 17試合 1得点（2001年-2009年）[6]

| ブラジル代表 | 国際Aマッチ | 国際Aマッチ |
| 年           | 出場        | 得点        |
| ------------ | ----------- | ----------- |
| 2001         | 8           | 0           |
| 2002         | 3           | 1           |
| 2003         | 0           | 0           |
| 2004         | 4           | 0           |
| 2005         | 0           | 0           |
| 2006         | 1           | 0           |
| 2007         | 0           | 0           |
| 2008         | 0           | 0           |
| 2009         | 1           | 0           |
| 通算         | 17          | 1           |

### 得点
| # | 日時          | 場所                                     | 相手     | スコア | 結果 | 大会     |
| - | ------------- | ---------------------------------------- | -------- | ------ | ---- | -------- |
| 1 | 2002年1月31日 | ゴイアニア、エスタジオ・セラ・ドゥラーダ | ボリビア | 1–0    | 6–0  | 親善試合 |

## 監督成績
2021年10月24日現在
| クラブ   | 就任          | 退任          | 記録 | 記録 | 記録 | 記録 | 記録   |
| クラブ   | 就任          | 退任          | 試   | 勝   | 分   | 敗   | 勝率 % |
| -------- | ------------- | ------------- | ---- | ---- | ---- | ---- | ------ |
| GOAL FC  | 2019年6月6日  | 2021年5月30日 | 30   | 16   | 8    | 6    | 053.33 |
| ル・マン | 2021年5月31日 |               | 10   | 4    | 3    | 3    | 040.00 |
| 合計     | 合計          | 合計          | 40   | 20   | 11   | 9    | 050.00 |